# Droga wojewódzka nr 852
Droga wojewódzka nr 852 (DW852) – droga wojewódzka łącząca (razem z DW850) Tomaszów Lubelski z Dołhobyczowem. Trasa ta biegnie w województwie lubelskim. Jej długość wynosi ok. 34 km.

## Miejscowości leżące przy trasie DW852
- Józefówka (DW850)
- Łaszczów
- Telatyn
- Witków (DW844)